# Бугайский, Станислав Павлович
Станислав Павлович Бугайский (1863—1944) — российский революционер.

## Биография
Поляк, сын ткача, в 1882 году вошёл в партию «Пролетариат», участвовал в покушении на провокатора И. Сиремского в местечке Згерж в 1884 году. Тогда же арестован в 1884 и осуждён на восемь лет каторжных работ, сниженных до шести лет восьми месяцев. Наказание отбывал на Сахалине.
Освобождён в 1891, оставлен на поселении. Занимался земледелием. В 1920 году ему не раз предлагали квартиру в Москве, но он отказался покинуть остров. В 1941 году, как раз накануне Великой Отечественной войны, вышел документальный фильм о Бугайском.
А. П. Чехов общался с Бугайским во время своей поездки на Сахалин. Также о Бугайском упоминает в романе «Каторга» В. Пикуль.